# آنه بيرك
آنه بيرك (بالألمانية: Anne Birk)‏ هي كاتِبة ومؤلفة ألمانية، ولدت في 1942 في تروسينغن في ألمانيا، وتوفيت في 2009 في إسلينغن آم نيكار في ألمانيا.